# 天主教希莫加教区
天主教希莫加教区 （拉丁語：Dioecesis Shimogaensis）是羅馬天主教的一個教區，位於印度卡纳塔克邦中部，面積21,405平方公里。受天主教班加罗尔总教区管轄。
1988年11月14日建立教區。2004年有教友20,506名，佔轄區總人口僅百分之0.3。由59名司鐸名管理24個堂區。現任教區主教為弗兰西斯•塞劳。